# Campionato mondiale di enduro 2021
Il Campionato mondiale di enduro 2021, trentaduesima edizione della competizione ha avuto inizio in Portogallo il 18 giugno 2021 ed è terminata in Francia il 16 ottobre dopo 6 prove.
Le vittorie sono andate all'italiano Andrea Verona su Gas Gas nella E1, allo spagnolo Joseph Garcia Montaña su KTM e al britannico Brad Thomas Freeman nella E3 su Beta.
Brad Freeman è vincitore della categoria assoluta Enduro GP.

## Sistema di punteggio e calendario
| Pos.  | 1  | 2  | 3  | 4  | 5  | 6  | 7 | 8 | 9 | 10 | 11 | 12 | 13 | 14 | 15 | 16 > |
| ----- | -- | -- | -- | -- | -- | -- | - | - | - | -- | -- | -- | -- | -- | -- | ---- |
| Punti | 20 | 17 | 15 | 13 | 11 | 10 | 9 | 8 | 7 | 6  | 5  | 4  | 3  | 2  | 1  | 0    |

| Prova | Data             | Gran Premio                 | Località           | Vincitore gara 1      | Vincitore gara 2      |
| ----- | ---------------- | --------------------------- | ------------------ | --------------------- | --------------------- |
| 1     | 18-19-20 giugno  | Gran Premio di Portogallo 1 | Marco de Canaveses | Brad Thomas Freeman   | Wil Ruprecht          |
| 2     | 25-26-27 giugno  | Gran Premio d'Italia        | Edolo              | Brad Thomas Freeman   | Brad Thomas Freeman   |
| 3     | 16-17-18 luglio  | Gran Premio d'Estonia       | Saaremaa           | Joseph Garcia Montaña | Joseph Garcia Montaña |
| 4     | 21-22-23 luglio  | Gran Premio di Svezia       | Skovde             | Wil Ruprecht          | Brad Thomas Freeman   |
| 5     | 8-9-10 Ottobre   | Gran Premio di Portogallo 2 | Santiago do Cacem  | Joseph Garcia Montaña | Joseph Garcia Montaña |
| 6     | 14-15-16 ottobre | Gran Premio di Francia      | Langeac            | Joseph Garcia Montaña | Brad Thomas Freeman   |

## Enduro Gp

### Classifiche

#### Piloti
| Pos. | Pilota                | Moto    | Punti |
| ---- | --------------------- | ------- | ----- |
| 1    | Brad Thomas Freeman   | Beta    | 217   |
| 2    | Joseph Garcia Montaña | KTM     | 199   |
| 3    | Andrea Verona         | Gas Gas | 157   |
| 4    | Will Ruprecht         | TM      | 146   |
| 5    | Davide Guarneri       | Fantic  | 125   |
| 6    | Steve Holcombe        | Beta    | 119   |
| 7    | Jaume Betriu          | KTM     | 111   |
| 8    | Hamish Macdonald      | Sherco  | 96    |
| 9    | Daniel Mccanney       | Sherco  | 56    |
| 10   | Nathan Watson         | Honda   | 43    |

### Costruttori
| Pos. | Costruttore | Punti |
| ---- | ----------- | ----- |
| 1    | Beta        | 217   |
| 2    | KTM         | 199   |
| 3    | TM          | 149   |
| 4    | Sherco      | 100   |
| 5    | Honda       | 90    |
| 6    | Husqvarna   | 75    |

## E1

### Piloti
| Pos. | Pilota              | Moto      | Punti |
| ---- | ------------------- | --------- | ----- |
| 1    | Andrea Verona       | Gas Gas   | 232   |
| 2    | Davide Guarneri     | Fantic    | 206   |
| 3    | Samuele Bernardini  | Honda     | 148   |
| 4    | Antoine Magain      | Sherco    | 144   |
| 5    | Davide Soreca       | Husqvarna | 131   |
| 6    | Bruno Crivilin      | Honda     | 99    |
| 7    | Matteo Cavallo      | Sherco    | 93    |
| 8    | Kade Tinkler-Walker | TM        | 65    |
| 9    | Theophile Espinasse | Honda     | 55    |
| 10   | Christophe Charlier | Beta      | 99    |

### Costruttori
| Pos. | Costruttore | Punti |
| ---- | ----------- | ----- |
| 1    | Honda       | 156   |
| 2    | Sherco      | 144   |
| 3    | Husqvarna   | 134   |
| 4    | TM          | 77    |
| 5    | KTM         | 72    |
| 6    | Beta        | 53    |
| 7    | Yamaha      | 48    |

## E2

### Piloti
| Pos. | Pilota                | Moto      | Punti |
| ---- | --------------------- | --------- | ----- |
| 1    | Joseph Garcia Montaña | KTM       | 221   |
| 2    | Wil Ruprecht          | TM        | 185   |
| 3    | Steve Holcombe        | Beta      | 170   |
| 4    | Hamish Macdonald      | Sherco    | 155   |
| 5    | Joe Wotton            | Husqvarna | 102   |
| 6    | Eero Remes            | TM        | 98    |
| 7    | Thomas Oldrati        | Honda     | 99    |
| 8    | Jack Edmonson         | Sherco    | 76    |
| 9    | Nathan Watson         | Honda     | 59    |
| 10   | Albin Elowson         | Husqvarna | 58    |

### Costruttori
| Pos. | Costruttore | Punti |
| ---- | ----------- | ----- |
| 1    | KTM         | 221   |
| 2    | TM          | 195   |
| 3    | Beta        | 170   |
| 4    | Sherco      | 155   |
| 5    | Husqvarna   | 127   |
| 6    | Honda       | 118   |

## E3

### Piloti
| Pos. | Pilota              | Moto      | Punti |
| ---- | ------------------- | --------- | ----- |
| 1    | Brad Thomas Freeman | Beta      | 240   |
| 2    | Jaume Betriu        | KTM       | 202   |
| 3    | Daniel Mccanney     | Sherco    | 174   |
| 4    | Jamie Mccanney      | Sherco    | 154   |
| 5    | Antoine Basset      | Beta      | 118   |
| 6    | Marc Sans           | Husqvarna | 111   |
| 7    | Andrew Wilksch      | Husqvarna | 85    |
| 8    | Thomas Marini       | TM        | 56    |
| 9    | Enric Francisco     | Sherco    | 48    |
| 10   | Rudy Moroni         | KTM       | 31    |

### Costruttori
| Pos. | Costruttore | Punti |
| ---- | ----------- | ----- |
| 1    | Beta        | 240   |
| 2    | KTM         | 202   |
| 3    | Sherco      | 174   |
| 4    | Husqvarna   | 162   |
| 5    | TM          | 56    |